# Zoica harduarae
Zoica harduarae là một loài nhện trong họ Lycosidae.
Loài này thuộc chi Zoica. Zoica harduarae được Biswamoy Biswas & R. Roy miêu tả năm 2008.